# Бульвар Героїв Крут (Слов'янськ)
Бульвар Героїв Крут — бульвар у Слов'янську. Знаходиться на межі центральної частини міста та Лісного. Сполучає між собою вулицю Ярослава Мудрого та вулицю Генерала Батюка.

## Історія забудови
Забудова території розпочалася у 1966 році. Новостворений мікрорайон Лісний було об'єднано безіменною вулицею.
Згодом було прийняте рішення приєднати цю частину дороги до провулку Урицького.
До 2006 року — частина провулку Урицького (зараз Ярослава Мудрого), відоміша як «Цнилівська гірка (узвіз)». Потім — бульвар Урицького.
Від 2006 року до 20 травня 2016 року — бульвар Пасова, на честь першого секретаря Слов'янського міського комітету КПУ Олексія Пасова.
20 травня 2016 року рішенням голови Донецької ОДА бульвар перейменували на Героїв Крут.
У 2019 році табличка, де вказувалося, на честь кого названа вулиця (Пасова), була збита невідомими.
У 2020 році бульвар реконструйовано: оновлено покриття, створено пішохідну зону, вирубано старі дерева.
23 березня 2023 року міський голова Слов'янська Вадим Лях повідомив, що на території бульвару Героїв Крут виділено місце під створення Алеї Слави з похованням українських воїнів, які загинули внаслідок російсько-української війни. Також було додано, що до цього пропонувалася територія на Староміському цвинтарі, проте ця ділянка не підпадає для розміщення поховань через близькість до житлової забудови. 